# Costantino Catena
Costantino Catena (Polla, 6 aprile 1969) è un pianista italiano.

## Biografia
Ha studiato pianoforte e composizione presso il Conservatorio Giuseppe Martucci di Salerno per poi perfezionarsi con Bruno Mezzena, Konstantin Bogino, Boris Bechterev, Aldo Ciccolini. È inoltre laureato in Filosofia presso l'Università degli Studi di Salerno e in Psicologia presso la Seconda Università degli Studi di Napoli.
Tra i teatri e i festival internazionali in cui si è esibito: Gasteig di Monaco di Baviera, Philharmonia "D. D. Šostakovič" di San Pietroburgo, Conservatorio di Mosca "P. I. Čajkovskij", Kennedy Center e Georgetown University di Washington, Ravello Festival, Auditorium Parco della Musica di Roma, Kusatsu Festival, Ohrid Festival, Filarmonica de Stat di Cluj-Napoca, Triennale di Milano, Teatro Sannazaro di Napoli, Teatro Carlo Goldoni di Livorno, Teatro Giuseppe Verdi di Salerno, Teatro Giuseppe Verdi di Pisa, Accademia Filarmonica di Bologna.
Catena ha collaborato, tra gli altri, con Alessandro Carbonare, Franco Maggio Ormezowski, Gabriele Geminiani, Giuseppe Gibboni, Carlo Parazzoli, Saschko Gawriloff, Sabrina-Vivian Höpker, Davide Alogna, Giovanni Punzi, Claudio Casadei, Massimo Quarta, Maja Bogdanovich, Lynne Dawson, Nicola Samale, Pietro Borgonovo, Raffaele Napoli, Antonio Sinagra, Hiromi Okada, Aki Takahashi, Mauro Tortorelli, Francesco Ivan Ciampa, Toke Møldrup, Claudio Brizi, Giovanni Sollima, Quartetto Adorno, Quartetto Guadagnini, Quartetto Mitja, Quartetto Savinio, Quartetto Noûs. 
Ha inciso numerosi CD e dal 2010 è recording artist per la casa discografica giapponese Camerata Tokyo. Ha registrato anche per Nuova Era, Phoenix, Da Vinci Publishing, Aulicus e l'olandese Brilliant Classics, con la quale ha pubblicato in prima mondiale le opere pianistiche di Ermanno Wolf-Ferrari, in gran parte inedite e da lui riscoperte presso la Bayerische Staatsbibliothek, opere di cui sta attualmente curando la revisione per le Edizioni Curci. 
Docente di pianoforte al Conservatorio Giuseppe Martucci di Salerno, ha dato masterclasses in vari Paesi e ha partecipato a trasmissioni radiofoniche e televisive: nel 2022 un suo concerto lisztiano, registrato nella Chiesa del collegio dei Gesuiti di Trapani è stato trasmesso da Rai 5.
Il suo repertorio spazia da Bach al '900, pur essendo incentrato prevalentemente sul periodo romantico e tardoromantico, di cui è considerato un interprete di rilievo. In particolare è conosciuto come rinomato interprete di Robert Schumann, del quale sta registrando l'integrale pianistica. Dal 2016 Catena è Yamaha Artist..

## Discografia
- Robert Schumann: Novelletten Op.21, Nachtstücke Op.23 (Costantino Catena, piano), Piano Classics PCL10305 (2025)[7]
- Robert Schumann: Davidsbündlertänze & Humoreske (Costantino Catena, piano), Camerata Tokyo CMCD-28357 (2019)[8]
- Robert Schumann: Carnaval, Fantasiestücke op. 12 and 111, Kreisleriana, Fantasie (Costantino Catena, piano), Camerata Tokyo CMCD-15161〜2 (2022)[9]
- Dedications—Schumann-Liszt / Costantino Catena plays the new Bösendorfer 280VC, Camerata Tokyo CMCD-28356 (2018)[10]
- Wolf-Ferrari Piano music (Costantino Catena, piano), Brilliant Classics 95868 (2019)[11]
- Antonio Salieri: Piano Concertos (Costantino Catena, piano - Accademia d'archi Arrigoni - Giulio Arnofi, conductor), Brilliant Classics 97268 (2025)[12]
- Franco Margola: Music for Violin, Piano & Orchestra (Davide Alogna, violin - Costantino Catena, piano - Orchestra Sinfonica di Milano - Pietro Borgonovo, conductor), Brilliant Classics 96652 (2022)[13]
- Fryderyk Chopin: Sonate no. 2 op. 35, Polonaise op. 44, Barcarolle op. 60, Fantaisie op. 49, Barcarolle op. 60 on Fazioli and Erard (Costantino Catena, piano), Aulicus Classics ALC 0041 (2020)[14]
- Wolf-Ferrari Piano Quintet, Cello Sonata, Duo (Costantino Catena, piano - Amedeo Cicchese, cello - Quartetto Guadagnini), Brilliant Classics 96590 (2022)[15]
- The Sound of the Concert Grand Fazioli F278: Costantino Catena plays Debussy and Schumann, Camerata Tokyo CMBD-80005 (2013)[16]
- Richard Strauss and The Piano (Costantino Catena & Quartetto Savinio), Camerata Tokyo CMCD-28309 (2014)[17]
- Franz Liszt: Two Saints (Costantino Catena, piano), Camerata Tokyo CMCD-15141〜2 (2016)[18]
- Wolf-Ferrari 3 Violin Sonatas (Davide Alogna, violino - Costantino Catena, piano), Brilliant Classics 96093 (2020)[19]
- Franz Schubert: Impromptus D935, Klavierstücke D946, Ländler D790 (Costantino Catena, piano), Suonare Records SNR286, (2021)[20]
- Johannes Brahms: Sonatas for clarinet and piano op. 120, Trio for clarinet, cello and piano op. 114 (Giovanni Punzi, clarinet - Toke Møldrup, cello - Costantino Catena, piano), Aulicus Classics ALC 0024 (2019)[21]
- Franz Liszt: Piano Trios (Costantino Catena, piano - Paolo Franceschini, violin - Claudio Casadei, cello), Camerata Tokyo CMCD-28299 (2014)[22]
- The Hidden Orchestra (Hiromi Okada & Costantino Catena, piano - Claudio Brizi, organ), Camerata Tokyo CMCD-28293 (2013)[23]
- Harmonium Pearls (Claudio Brizi, harmonium - Costantino Catena & Carlo Palese, piano), Camerata Tokyo CMCD-99077～8 (2013)[24]
- Franz Liszt: Venezia e Napoli piano works (Costantino Catena, piano), Camerata Tokyo CMCD-15133〜4 (2012)[25]
- Robert Schumann: Piano Quintet op. 44 - Piano Quartet op. 47 (Costantino Catena - Quartetto Savinio), Camerata Tokyo CMCD-28320 (2015)[26]
- Franz Liszt: Complete Works for violin and piano (Mauro Tortorelli, violin - Costantino Catena, piano), Camerata Tokyo CMCD-20109～10 (2011)[27]
- Antonio Salieri: Piano Concertos (Costantino Catena, piano - Orchestra del Conservatorio Domenico Cimarosa di Avellino - Antonio Sinagra, dir), Da Vinci Classics C00015, 0806810877883 (2017)[28]
- Thalberg/Liszt: Works for violin and piano (Mauro Tortorelli, violin - Costantino Catena, piano), Nuova Era International NE-7395 (2005)[29]
- Ferenc Liszt: Musica per violino e pianoforte (Mauro Tortorelli, violin - Costantino Catena, piano), Phoenix Classics PH-99512 (1999)[30]
- Erik Satie: 4 Hands (Aki Takahashi - Costantino Catena, piano), Camerata Tokyo CMCD-28375 (2020)[31]
- Franz Schubert: 3 Klavierstücke D 946 & Fantasie D 940 (Aki Takahashi - Costantino Catena, piano), Camerata Tokyo CMCD-28346   (2017)[32]
- Pèlerinage avec Liszt:  Années de pèlerinage, Year 2 - Italy, S.161 (Costantino Catena, piano), PLAY & Oracle Records LDT, (2023)[33]
- The greatest classical piano masterpieces (Costantino Catena, piano), Oracle Records (2014)[34]
- Reminiscenze e fantasie (Mauro Tortorelli, violino - Costantino Catena, piano), Istituto Liszt (2008)[35]

## Pubblicazioni
- Quaderni dell'Istituto Liszt 15, Rugginenti editore (2015) RD92170 Costantino Catena: Lina Ramann (cur.), Liszt Pädagogium. Composizioni pianistiche di Franz Liszt con varianti, aggiunte e cadenze tratte dall’insegnamento del maestro e notate da Lina Ramann, traduzione italiana a cura di Rossana Dalmonte, Bologna, Fondazione Istituto Liszt Onlus/Libreria Musicale Italiana, Lucca, 2011 [36]
- Musica (rivista), Zecchini Editore (2023) n. 343 ISSN 0392-5544 Costantino Catena: E.T.A. Hoffmann e Schumann: un'affinità elettiva [37]
- I quaderni della Scarlatti 4-2022, Libreria Musicale Italiana LIM (2023) ISBN 9788855433068 Costantino Catena: Schumann e Hoffmann. Nel bicentenario della morte di Ernst Theodor Amadeus Hoffmann [38]
- Prefazione a L'arte di interpretare, PM edizioni (2020) ISBN 978-88-31222-57-0 [39]
- Ermanno Wolf-Ferrari, Tre sonate per violino e pianoforte, Edizioni Curci (2023)  EC12379 - ISMN 9790215920767 Revisione di Costantino Catena - Diteggiatura del violino di Davide Alogna [40]
- Scherzo (revista), Scherzo Editorial S.L. (2025) n. 419 Costantino Catena: Un excursus sobre la música instrumental de Salieri [41]